# Garmania
Garmania es un género de ácaros perteneciente a la familia  Laelapidae.

## Especies
- Garmania bombophila Westerboer, 1963
- Garmania caucasica Byglarov, 1973
- Garmania domesticus (Oudemans, 1929)
- Garmania mali (Oudemans)